# Cahiers de la Renaissance vaudoise
Les Cahiers de la Renaissance vaudoise sont une maison d'édition suisse indépendante fondée en 1926 par Marcel Regamey, liée à la Ligue vaudoise. 
Parfois revue, parfois collection, les Cahiers publient des essais de philosophie politique et de théologie ; ils traitent aussi de sujets d'histoire vaudoise et de problèmes de politique suisse, sans négliger la dimension littéraire et musicale.

## Histoire
En novembre 1926, Marcel Regamey, étudiant en droit, a vingt et un ans et, sous le nom d'Ordre et Tradition, publie le premier des « Entretiens politiques, philosophiques et littéraires » : L'Ordre dans l'État d'inspiration maurrassienne.
Avec le numéro 14, en 1935, apparaît le nom utilisé depuis lors : Cahiers de la Renaissance vaudoise, avec l'écusson à la lance.  

« Notre vœu le plus cher est qu'ils [les Cahiers] deviennent un centre de vie vaudoise où se rencontrent non seulement les adhérents d'une même et impérative doctrine, mais tous ceux qui éprouvent cet amour intelligent de la Patrie vaudoise, que nous plaçons au centre de notre effort. »

— Marc Chapuis
Jusqu'en 1953, chaque fascicule contient plusieurs articles et comptes rendus. Dans cette série sont publiées les études de base de Marcel Regamey et Richard Paquier sur l'histoire du Pays de Vaud. Durant cette période, la revue est administrée par Victor de Gautard, à Saint-Légier. En 1953, pour le 150e anniversaire du Canton, paraît un fascicule plus épais (le numéro 34-35). Sous le titre Contribution à l'étude des libertés vaudoises, Olivier Dessemontet et François Gilliard publient le procès-verbal de la remise du Pays de Vaud au Prince de Piémont en 1456. 
Puis, durant sept ans, aucun titre ne paraît. En 1960, Le Mythe du Golfe de Marcel Regamey inaugure le « règne » de Bertil Galland. Celui-ci donne un tour presque exclusivement littéraire à la série, qui ne comptait jusque-là que 200 abonnés. La collection cesse alors d'être une revue : elle a un seul titre par numéro. Il fonde la revue Écriture, dont les sept premières livraisons paraîtront aux Cahiers. 
Si le Portrait des Vaudois de Jacques Chessex avait suscité l'enthousiasme en 1969, son Carabas provoqua, en 1971, la rupture entre Bertil Galland et Marcel Regamey. Le scandale que fit l'ouvrage n'était pas seul en cause ; la politique éditoriale (coéditions avec Grasset), la visée trop exclusivement littéraire, le nombre et le tirage des livres ne correspondaient plus aux buts initiaux, ni à la gestion financière simplifiée de la collection. Bertil Galland se mit à son compte et, dès 1972, continua sous son nom ses éditions durant une douzaine d'années,.
La publication de la collection est reprise par Olivier Delacrétaz, qui renoue avec un contenu davantage politique. De 1972 à 2024, septante-huit volumes ont paru, parmi lesquels la réédition du Canton de Vaud de Juste Olivier (1978).
En 1985, Yves Gerhard reprend la direction de la collection, à laquelle il collaborait activement depuis 1978. Un effort particulier s'est porté sur les ouvrages consacrés au fondateur de Mouvement de la Renaissance vaudoise : Le chemin de Marcel Regamey, Sa vie, ses écrits, son action et La plume de Marcel Regamey, Choix d'articles (1989). Ils éclairent cette personnalité, mais aussi l'histoire de la Ligue vaudoise et sa doctrine politique et philosophique.
En 2000 paraissent en trois volumes les Œuvres de Paul Budry, écrivain, critique d'art et animateur culturel (1883-1949). Cette édition est suivie d'un essai biographique dû à Yves Gerhard, Paul Budry, L'homme-orchestre (2008, no 146), puis d'un tome IV des Œuvres, La Suisse est belle, en 2014.
Depuis 2017, les Cahiers sont dirigés par Claire-Marie Schertz qui édite Suivez le guide, Balade historique à travers le vieux Lausanne d'Ernest Jomini (2018). La collection "Pagus. De la terre au pays" comporte trois titres, publiés en 2022 : ils se concentrent sur l'écologie appliquée au niveau où l'action politique est le plus efficace, le Canton.
Dans Vies parallèles de C. F. Ramuz et de Paul Budry, Yves Gerhard fournit en 2023 le 6e et dernier Cahier consacré à Paul Budry. Olivier Delacrétaz, qui a dessiné les armoiries de plusieurs nouvelles communes vaudoises à la suite de fusions, a mis au point (texte et dessins) une Balade en héraldique vaudoise (2024), qui montre aussi l'esprit des blasons.

## Auteurs publiés
- Paul Budry
- Corinna Bille[17]
- Jean-Philippe Chenaux
- Jacques Chessex[18]
- Jean Cuttat[19]
- Olivier Delacrétaz
- Laurent Gagnebin[20]
- Romain Goldron (Louis-Albert Burkhalter)
- Jean-Jacques Langendorf
- Pierre-Louis Matthey[19]
- Juste Olivier
- Marcel Regamey[19]
- Lorenzo Pestelli[21]
- Pierre-Alain Tâche[20]